# Chissové
Chissové jsou fiktivní národ ze Star Wars, pocházející z Neznámých oblastí. Patřil mezi ně i Mitth’raw’nuruondo, známý spíše jako  velkoadmirál Thrawn. Chissové mají modrou pleť, černé vlasy a rudé žhnoucí oči. Jsou prosti většiny emocí. Jejich státním zřízením je oligarchie - veškerou moc mají vládnoucí rody. Chissové se zapsali do dějin mimo jiné zničením Mezigalaktické výpravy, na jejíž palubě bylo i několik mistrů Jedi a tisíce lidí. Dokázali vylepšit hypermotory. Byli silní a měli i dobré lodě, díky tomu byli obávanými protivníky. Na konci ságy už nevystupují.